# Цкалташуа
Цкалташуа (груз. წყალთაშუა) — село в Грузии, в муниципалитете Багдати в крае Имеретия.

## География
Цкалташуа расположена посреди рек Цабларасскали и Ханисскали. Высота над уровнем моря — 300 метров. Находится в 7 километрах от Багдати.

## Население
По состоянию на 2014 год в Цкалташуе проживает 132 человека.
| Год  | Население | Мужчины | Женщины |
| ---- | --------- | ------- | ------- |
| 2002 | 276       | 134     | 142     |
| 2014 | ▼132      | 65      | 67      |

## Достопримечательности

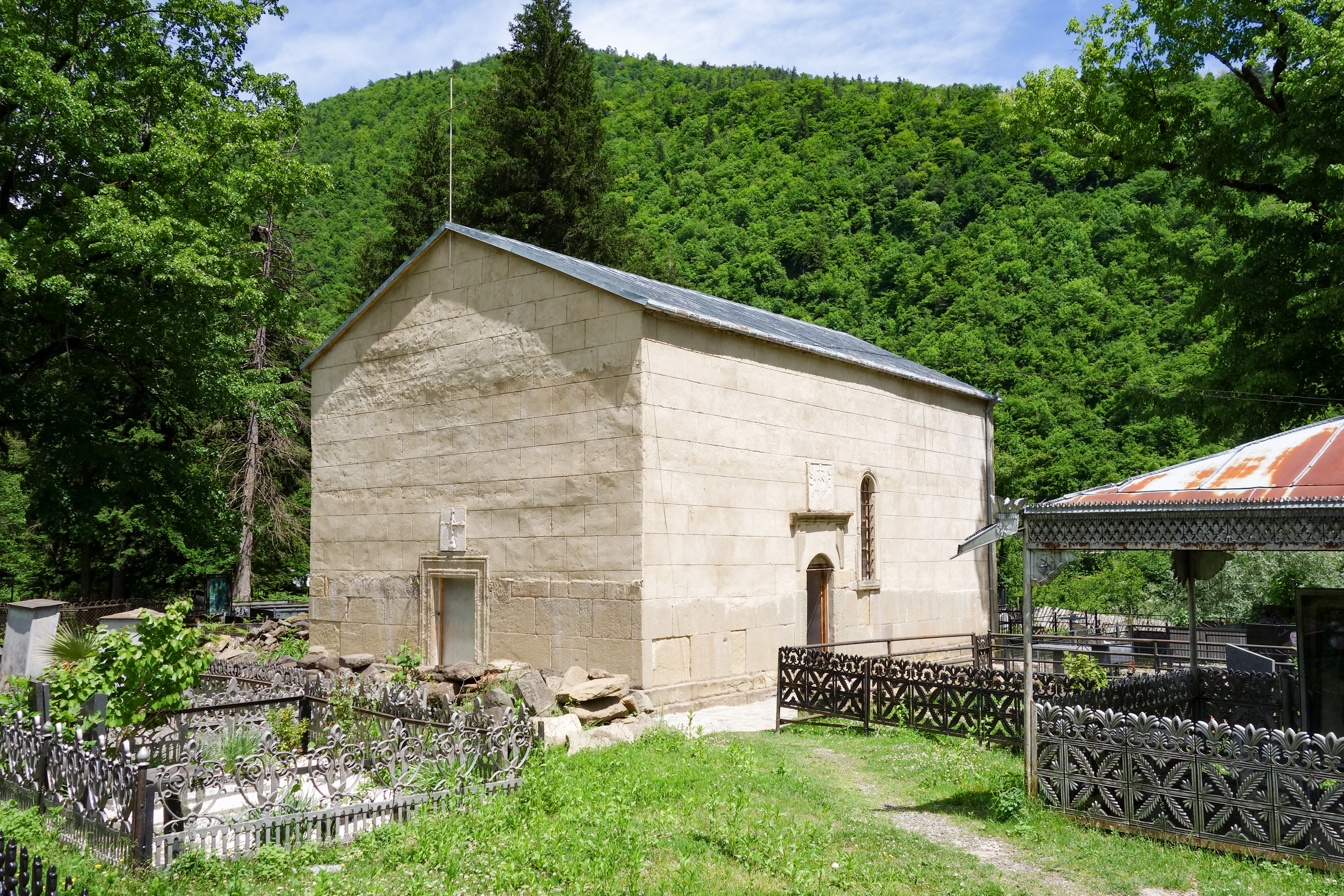
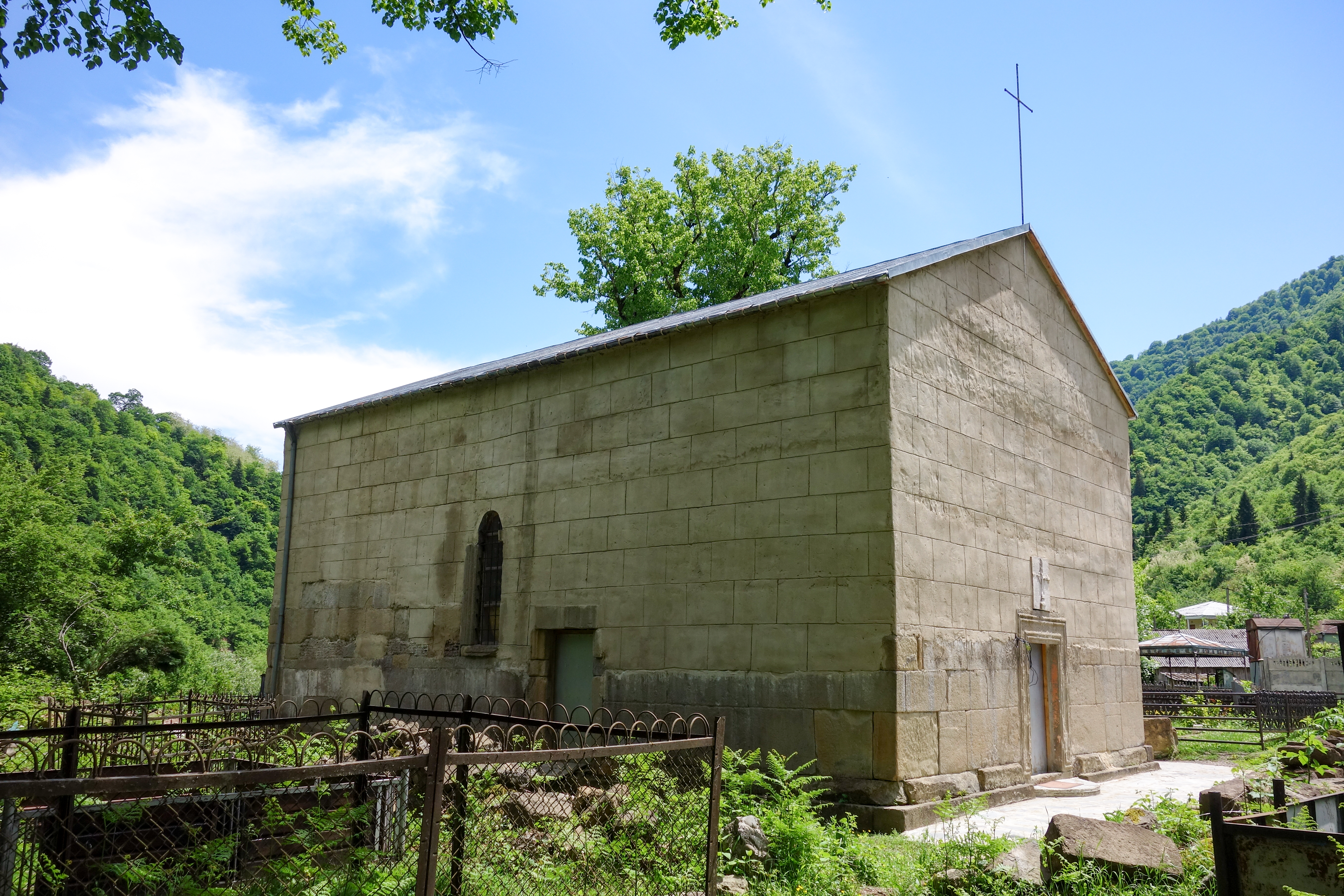

- Храм святой Анастасии